# Matthieu Chalmé
Matthieu Chalmé (Bruges, 1980. október 7. –) francia labdarúgóhátvéd. 2009-ben francia bajnok lett.

## Pályafutása
2002 és 2007 között a Lille, 2007 és 2014 között a Girondins Bordeaux labdarúgója volt. 2013-ban kölcsönben az Ajaccio csapatában szerepelt. A Girondins Bordeaux együttesével egy-egy francia bajnoki címet és kupagyőzelmet ért el.

## Sikerei, díjai
Girondins de Bordeaux
- Francia bajnokság (Ligue 1)
  - bajnok: 2008–09
- Francia kupa (Coupe de France)
  - győztes: 2009
- Francia szuperkupa (Trophée des Champions)
  - győztes: 2008, 2009[1][2]